# Trichosurus
Trichosurus là một chi động vật có vú trong họ Phalangeridae, bộ Hai răng cửa. Chi này được Lesson miêu tả năm 1828. Loài điển hình của chi này là Didelphis vulpecula Kerr, 1792.

## Các loài
Chi này gồm các loài:
- Trichosurus arnhemensis Collett, 1897
- Trichosurus caninus (Ogilby, 1835)
- Trichosurus cunninghami[2] Lindenmayer, Dubach & Viggers, 2002
- Trichosurus johnstonii (Ramsay, 1888)
- Trichosurus vulpecula (Kerr, 1792)

## Hình ảnh

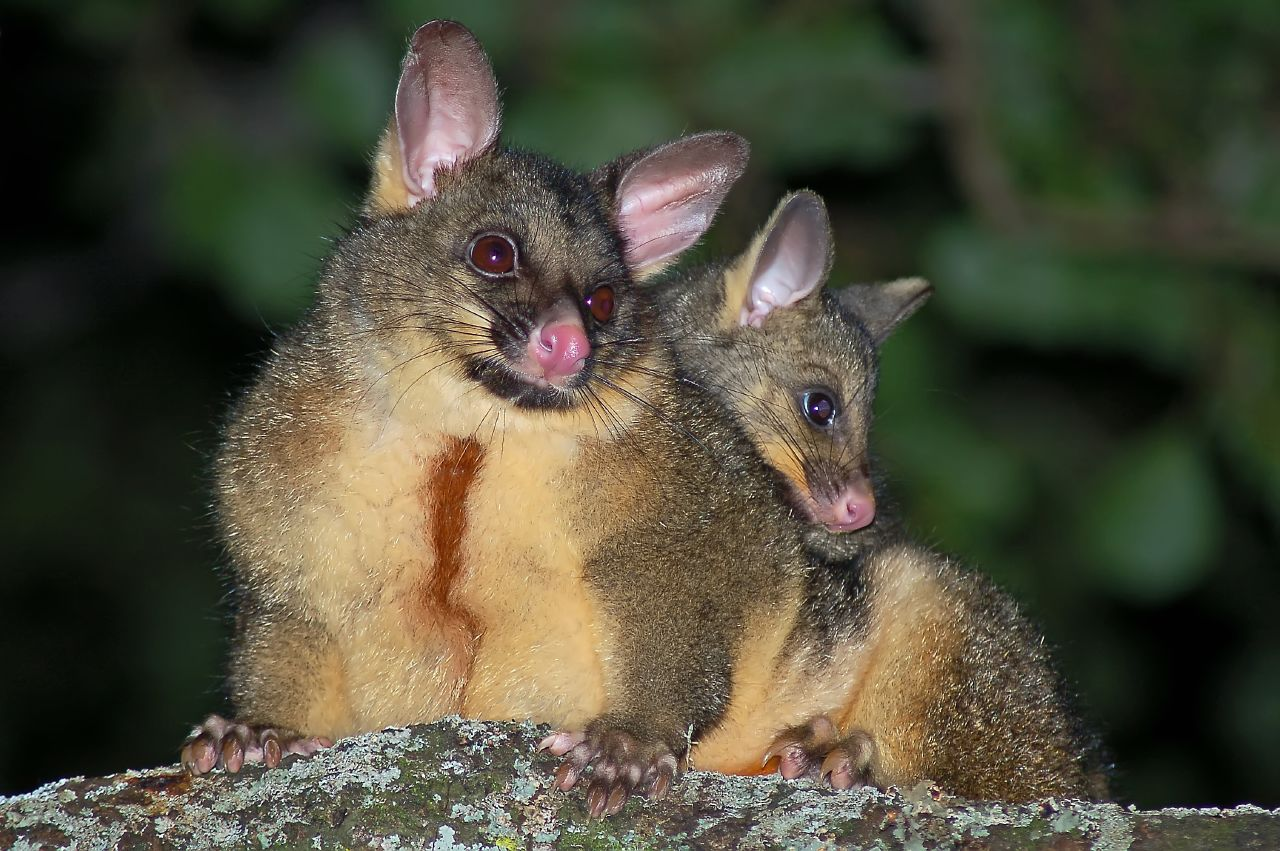
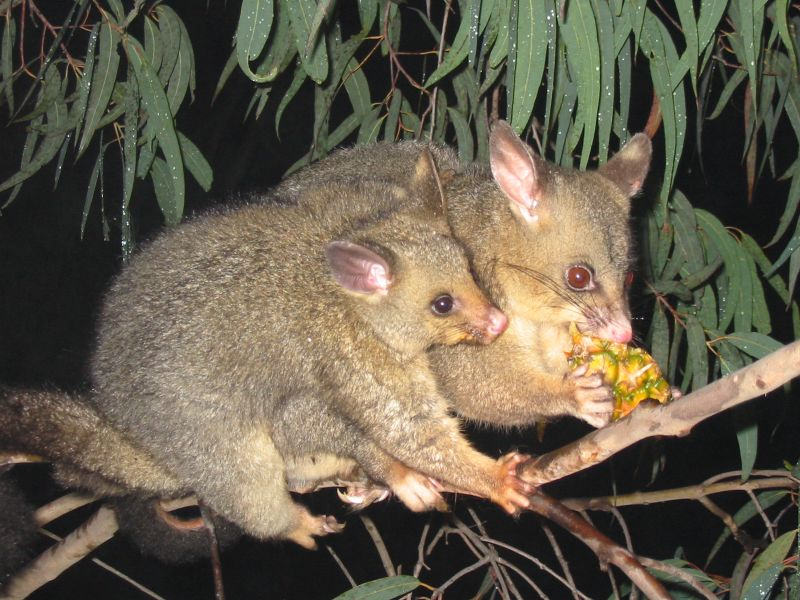
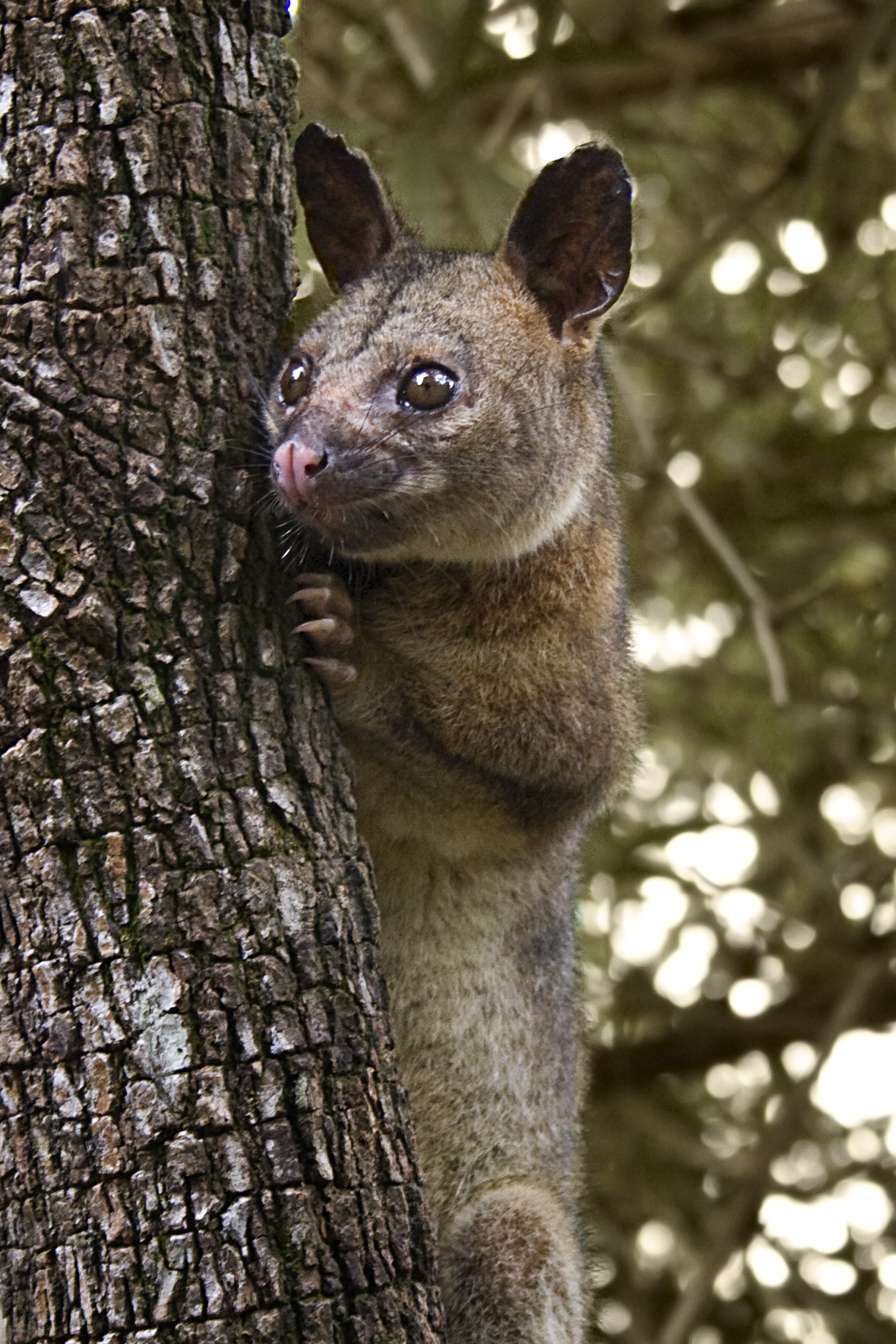
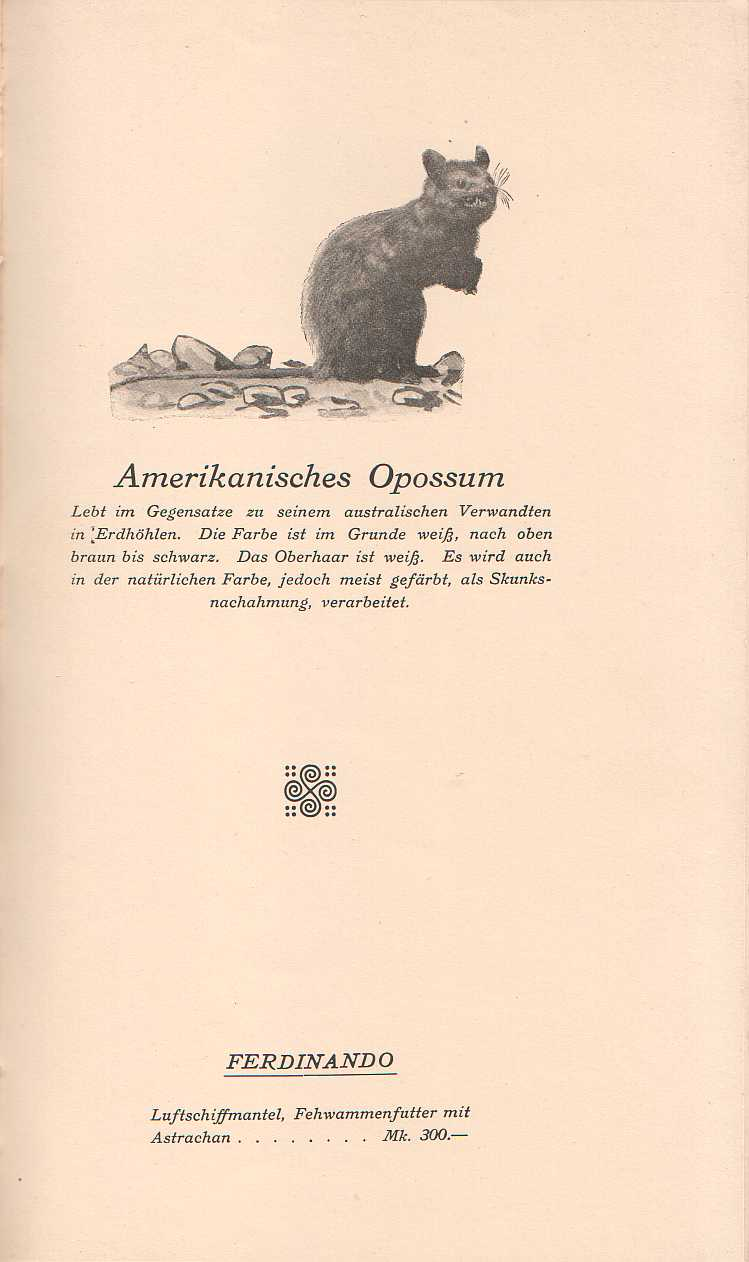